# 艾炎
艾炎（1914年—1998年），原名文誉扬，男，广东宝安人，生于香港，中国版画家，中國抗日戰爭時期前往太行山的抗日根據地加入八路軍，曾任中国美术家协会理事。